# Gerrer
El gerrer era un menestral que tenia l'ofici de fer gerres i gerros, especialment de terrissa.
A mitjan segle xv, a Barcelona, hi havia nou gerrers.
A Mallorca, els gerrers compartien col·legi professional amb els ollers i els teulers. El col·legi està documentat del segle xiv, i el seu patró era la Santíssima Trinitat. Tenien la sala a prop de l'església del Socors i el carrer de la Gerreria, que prenia el nom d'aquest col·legi i donà nom també al barri de la Gerreria. A la sala del col·legi tenien una capella on guardaven el Sant Crist dels Gerrers, que posteriorment fou traslladada al Socors (on es conserva actualment). Al segle xiv, a l'església del Sant Esperit (avui de Sant Felip Neri), hi pagaren un retaule dedicat a la Santíssima Trinitat, Sant Antoni Abat i Ramon Llull, que es conserva parcialment al MNAC de Barcelona. L'escut del col·legi consistia en una gerra.